# عنصل خجول
العنصل الخجول أو الباصول (باللاتينية: Drimia fugax) نوع نباتي ينتمي إلى جنس العنصل من الفصيلة الهليونية. كان يعرف سابقًا باسم (باللاتينية: Urginea fugax).

## الموئل والانتشار
ينمو في المشرق العربي والمغرب العربي وقبرص وإيطاليا.

## مرادفات
- (باللاتينية: Anthericum fugax Moris)
- (باللاتينية: Scilla fugax (Moris) Munby)
- (باللاتينية: Urginea fugax (Moris) Steinh.)
- (باللاتينية: Anthericum sardoum Kunth)
- (باللاتينية: Urginea fugax var. major Litard. & Maire)